# Bartolomeo di Fruosino

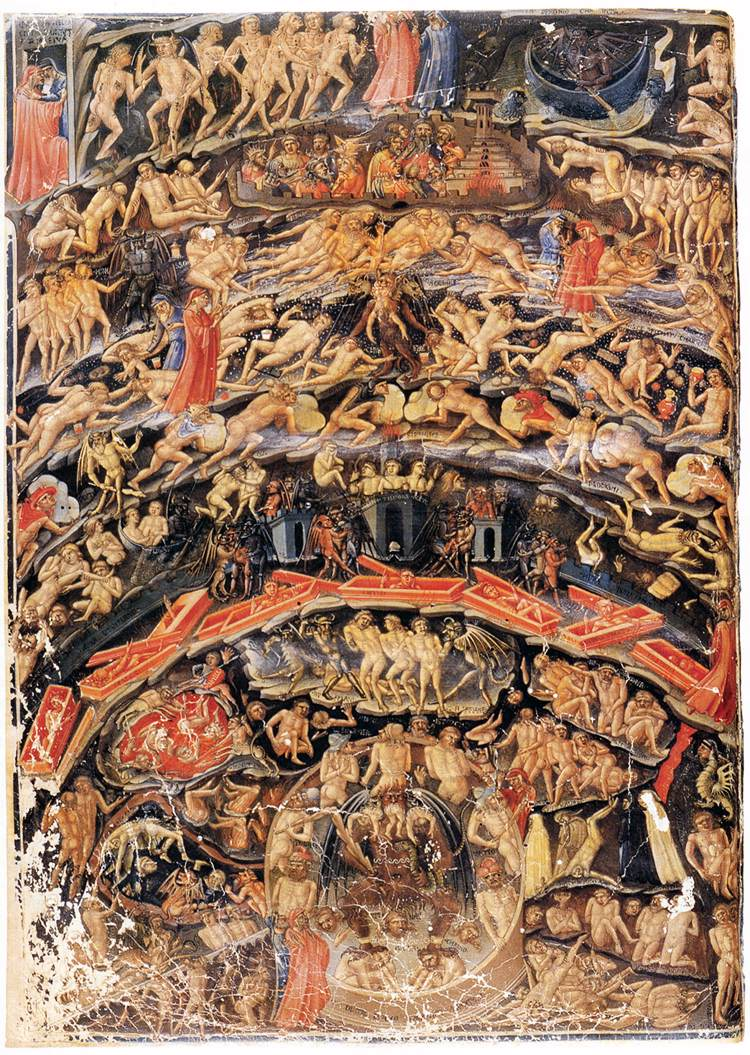
Plateau d'accouchée.

Bartolomeo di Fruosino  (Florence, 1366 ou 1369 - Florence, 7 décembre 1441) est un peintre de l'école florentine et enlumineur de la Renaissance artistique italienne, célèbre pour son illustration spectaculaire de l’Enfer de Dante.

## Biographie
Une partie de l'indécision sur son âge vient de ses déclarations : en 1427 il se donnait 61 ans, et 64 en 1433.
Son frère, Giovanni, fut un sculpteur et peut-être un peintre.
Bartolomeo était inscrit à la compagnia dei pittori de Florence avec Agnolo Gaddi depuis 1394 et  il a travaillé sur la conception de la Cappella del sacro Cingolo de la Cathédrale de Prato.
Entre 1402 et 1438, il reçut de nombreuses commandes pour le nouvel hôpital de Sainte-Marie, et il mourut riche, célibataire.

## Influences
Il fut, en premier influencé par Agnolo Gaddi, puis par Lorenzo Monaco.
Une seule enluminure d'un missel de l'église de San'Egidio 1421, fut signée de sa main, toutes les autres œuvre lui sont attribuées.

## Œuvres
- Miniatures, Couvent San Marco de Florence ;
- Croce sagomata e dipinta - Crucifix chantourné (~1411), Galleria dell'Accademia de Florence;
- Dante e Virgilio con Guido da Montefeltro (1420), illustration de l'Enfer de Dante ;
- Plateau d'accouchée (Desco da parto), Metropolitan Museum of Art, New-York[1].
- Enluminures du Codice A, Musée national du Bargello, 1411
- Enluminure d'un Missel de l'église de Sant’Egidio, Musée national San Marco, Inv. Nr. 557, 1421

## Bibliographie

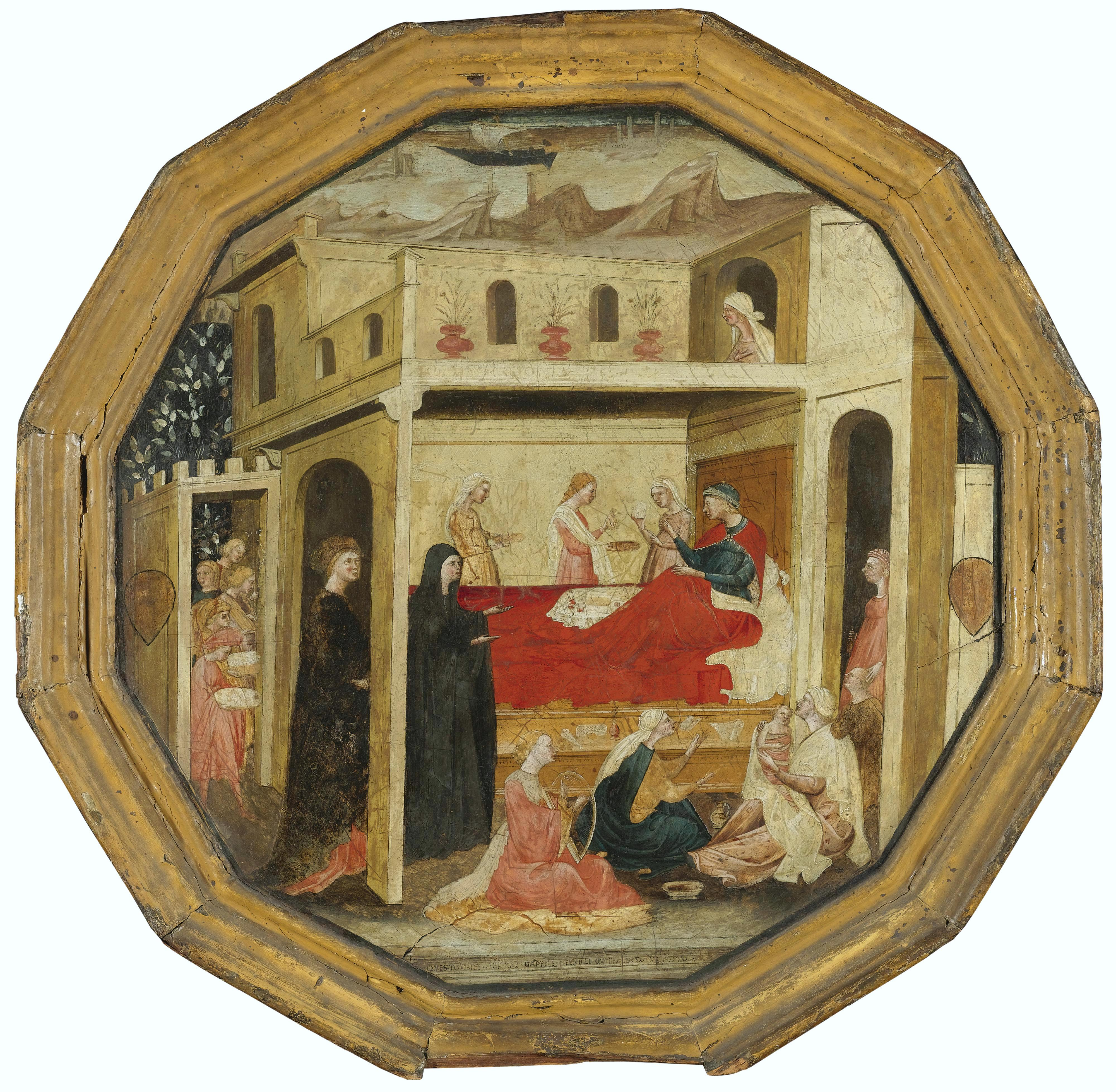
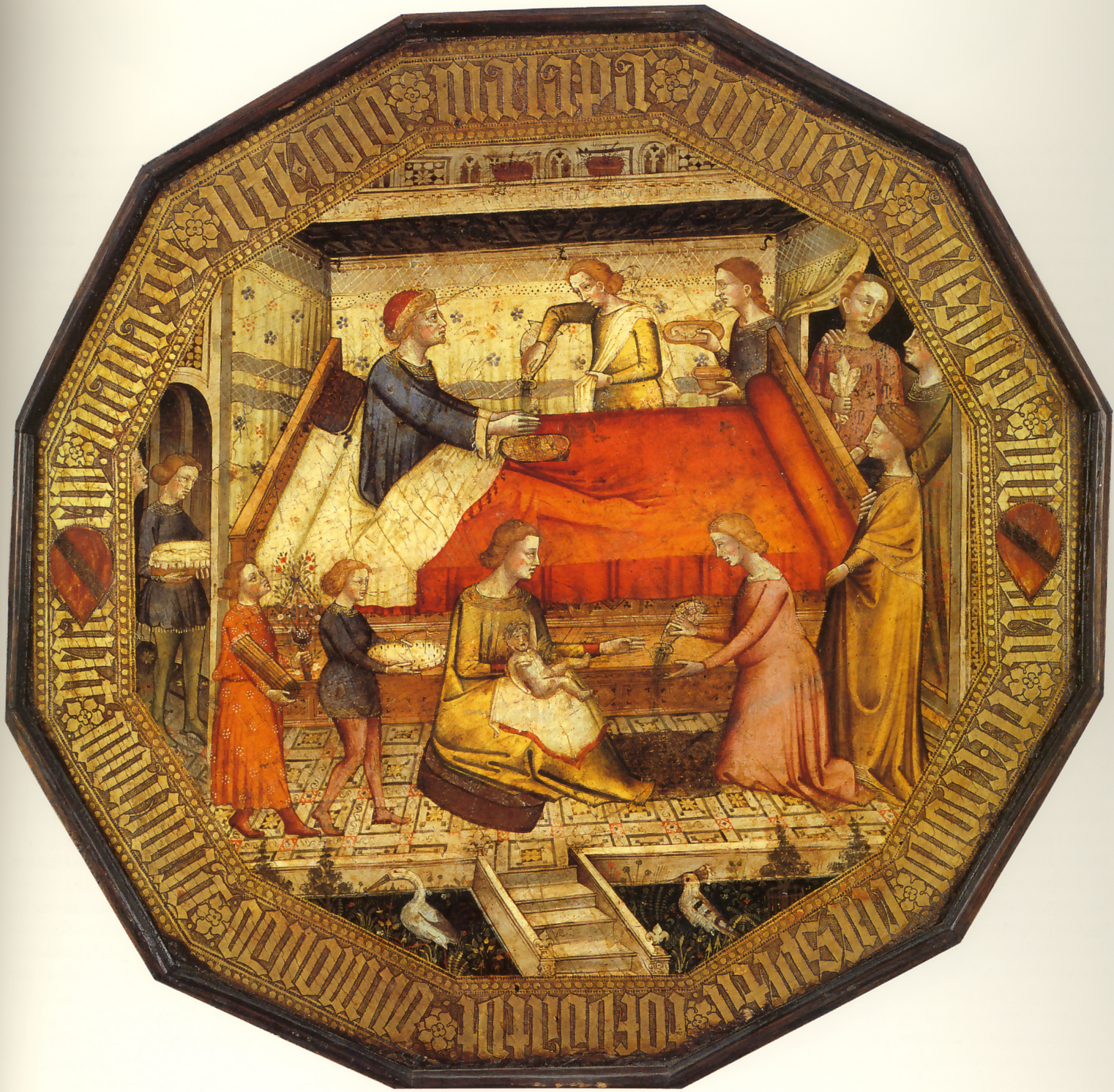
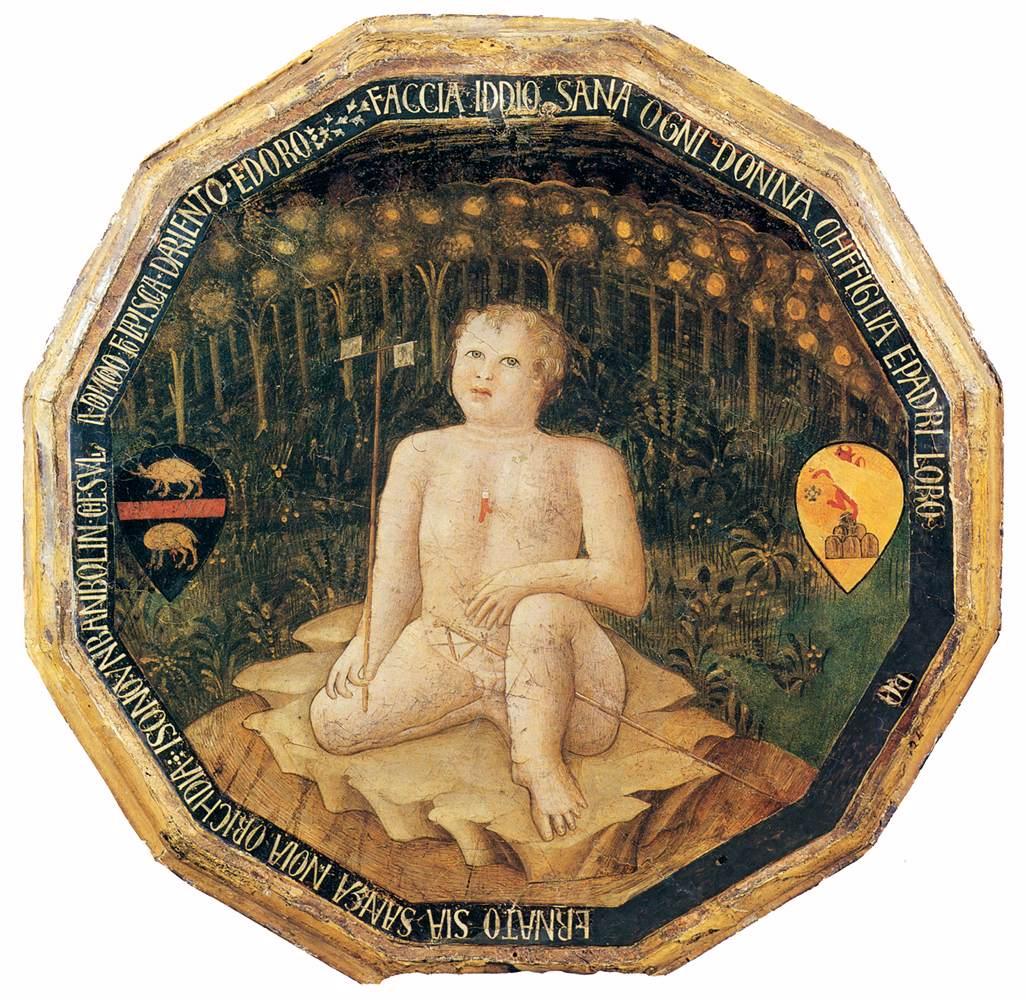